# 7-е тысячелетие до н. э.
7-е (седьмо́е) тысячеле́тие до на́шей э́ры по пролептическому юлианскому календарю — тысячелетие с 1 января 7000 года до н. э. по 31 декабря 6001 года до н. э. Ему предшествовало 8-е тысячелетие до н. э., за ним следовало 6-е тысячелетие до н. э. Оно закончилось 8025 лет назад.

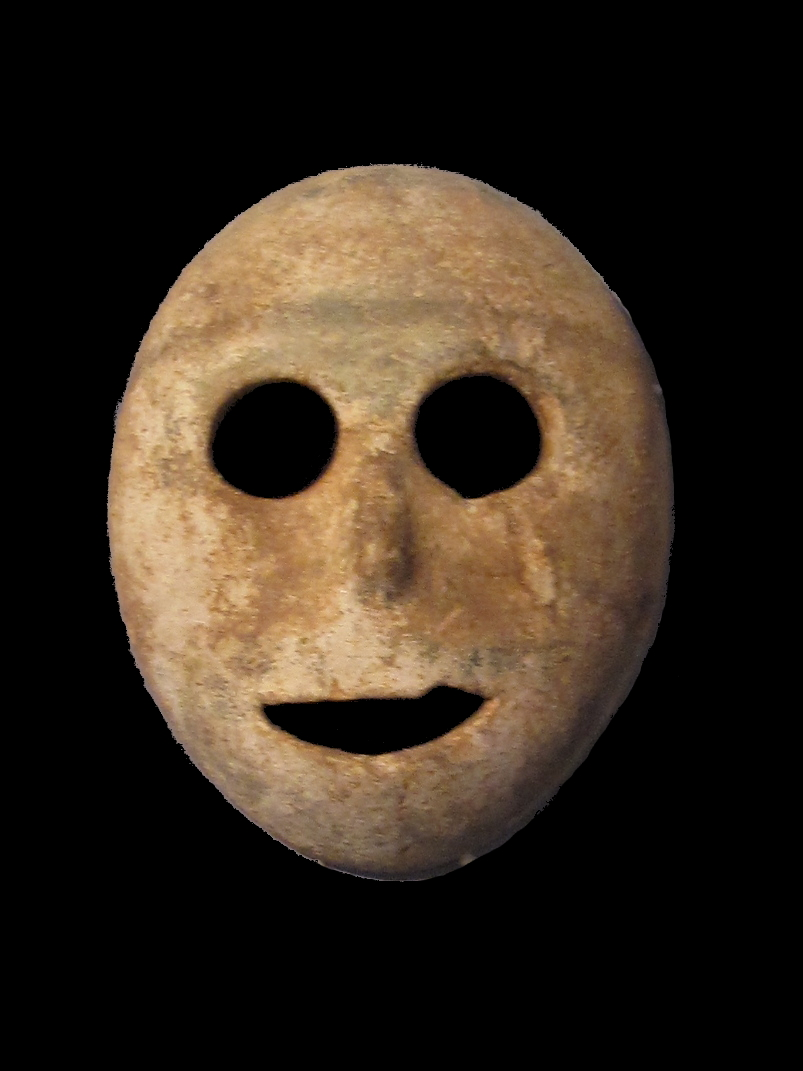
Каменная маска, докерамический неолит, 7000 лет до н. э. Париж, Католический институт, Музей Библии и Святой Земли

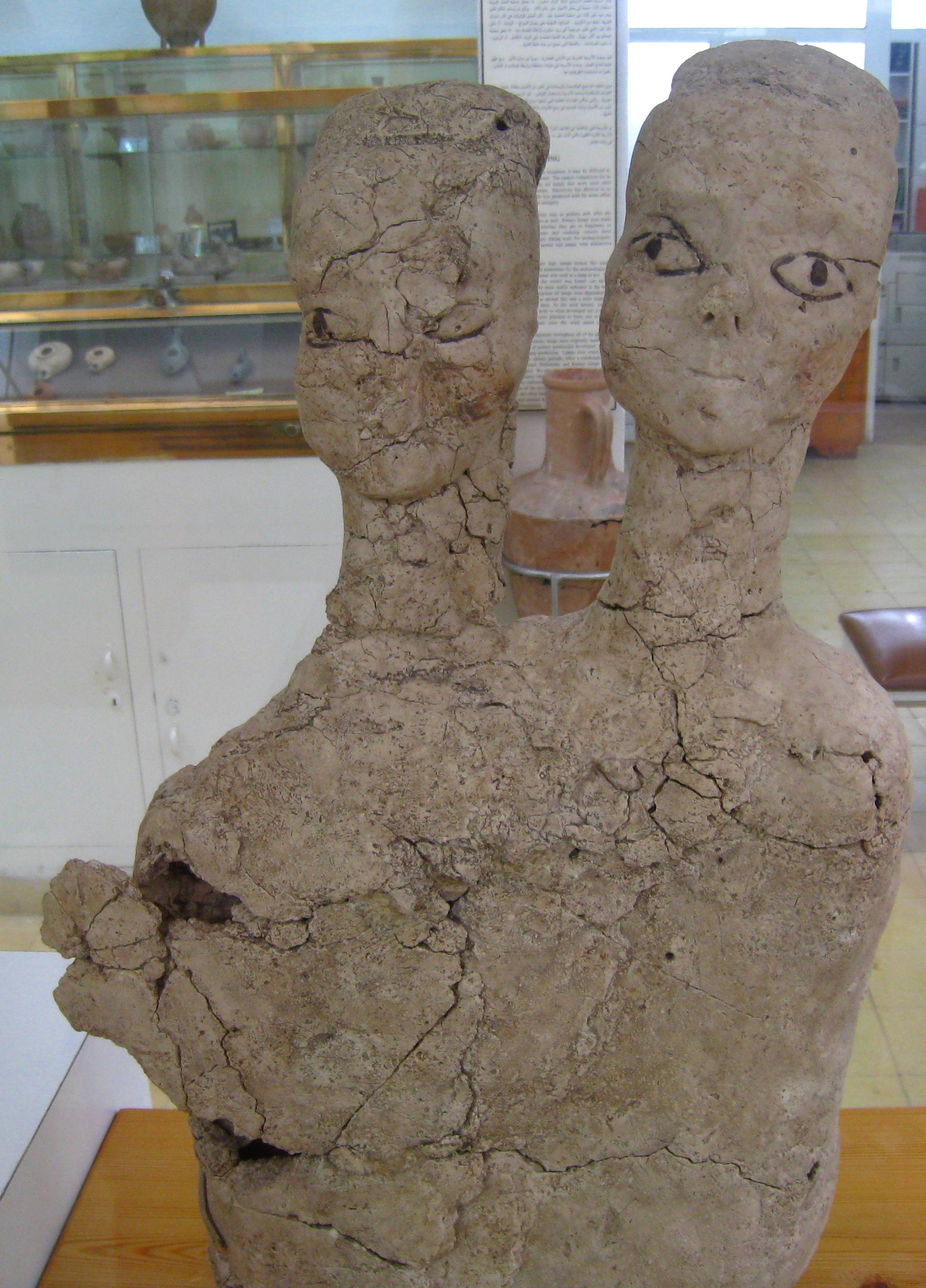
Статуи Айн-Газаля, около 6 500 до н. э., Археологический музей. Амман, Иордания

Начало новокаменного века. Одно из ключевых событий в истории человечества — Неолитическая революция: переход к земледелию, резкое увеличение численности населения земледельческих регионов. В 7-м тысячелетии до н. э. земледелие распространяется из Малой Азии на Балканский полуостров.
Население Земли — 5—10 млн человек, места обитания людей разбросаны по всему земному шару в виде небольших племён охотников и собирателей. Сельское хозяйство на Ближнем Востоке, одомашнена корова, широкое распространение глиняной посуды, в том числе в Европе и Южной Азии. Первые металлические (золотые и медные) орнаменты.

## События
- Ок. 7000 года до н. э. — примерная дата основания Кносса, главного города Минойской цивилизации.
- Ок. 7000 года до н. э. — сельское хозяйство среди папуасских народов Новой Гвинеи[2].
- Ок. 7000 года до н. э. — земледелие[3] и поселения в Мергархе[4] (Пакистан).
- Ок. 7000 года до н. э. — Культура Пэйлиган в провинции Хэнань в Китае.
- Ок. 6850 года до н. э. — поселение Сескло в Греции.
- Ок. 6200 года до н. э. — Культура Синлунва в северо-восточном Китае.
- Ок. 6000 года до н. э. — эпоха неолита в Корее.

## Климатические изменения
- Каспийское море испытало самую большую регрессию — кулалинский или мангышлакский период. Сахара из саванны превратилась в пустыню[5].
- Ок. 6200 года до н. э. — глобальное похолодание 6200 лет до н. э. (мизокское колебание или колебание Мезокко), аномальное для тёплого атлантического периода
- Ок. 6100 года до н. э. — мощнейший оползень Стурегга вызвал мегацунами в Норвежском море[6].
- Ок. 6000 года до н. э. — повышение уровня моря образовало Торресов пролив[7], отделяющий Австралию от Новой Гвинеи.